# Ri Kwang-hyok
Ri Kwang-hyok (* 17. August 1987) ist ein nordkoreanischer Fußballspieler.

## Karriere
Ri tritt international als Spieler der Sportgruppe Kyonggongop in Erscheinung, dem Klub des Ministeriums für Leichtindustrie.
Der Innenverteidiger gewann 2006 mit der nordkoreanischen U-20-Auswahl die U-19-Asienmeisterschaft und nahm 2007 an der U-20-Weltmeisterschaft in Kanada teil. Dort bildete er gemeinsam mit Pak Nam-chol das Innenverteidigerduo, scheiterten allerdings in der Gruppenphase an den späteren Finalisten Argentinien und Tschechien. Der Technische Bericht der FIFA führt Ri als einen der herausragenden Spieler seines Teams und beschreibt ihn als „zweikampf- und kopfballstarken Innenverteidiger [mit] gutem Stellungsspiel“.
In der Folge schlossen sich Einsätze in der nordkoreanischen Olympiaauswahl (U-23) an, so stand er während der Qualifikation für das olympische Fußballturnier 2008 auf dem Platz, als man in der letzten Qualifikationsrunde hinter Australien und Irak blieb sowie bei den Ostasienspielen 2009, wo man durch zwei verlorene Elfmeterschießen im Halbfinale und dem Spiel um Platz 3 einen Medaillenrang knapp verfehlte.
Zu seinem Debüt in der nordkoreanischen A-Nationalmannschaft kam Ri in der ersten Qualifikationsrunde zur Weltmeisterschaft 2010 gegen die Mongolei. 2008 spielte er mit einer B-Mannschaft beim AFC Challenge Cup, verfehlte dort aber durch eine 0:1-Niederlage im Halbfinale die mögliche Qualifikation für die Asienmeisterschaft 2011. Im August 2009 gehörte er im Qualifikationsturnier für die Ostasienmeisterschaft 2010 zum nordkoreanischen Aufgebot, als man die dritte Finalteilnahme aufgrund des schlechteren Torverhältnisses gegenüber Hongkong verpasste. 2010 nahm er erneut mit einer B-Auswahl am AFC Challenge Cup teil und verhalf dem nordkoreanischen Nationalteam durch den Gewinn des Wettbewerbs zur Teilnahme an der Asienmeisterschaft 2011. Ri stand im Turnierverlauf in allen fünf Partien über die komplette Spielzeit auf dem Platz und traf im Finale im Elfmeterschießen gegen Turkmenistan als einer von fünf nordkoreanischen Spielern.
Bei der WM-Endrunde 2010 in Südafrika gehörte Ri zum nordkoreanischen Aufgebot, blieb beim Vorrundenaus aber ohne Einsatz.